# Alstroemeria cunha
Alstroemeria cunha é uma espécie de plantas da família alstroemeriaceae. Essa espécie é endêmica do Brasil.

## Distribuição
Esta espécie ocorre na Floresta ombrófila mista e na Floresta estacional semidecidual, nos estados de Espírito Santo, Minas Gerais, Rio de Janeiro, São Paulo e Paraná.